# Cheryl Heuton
Cheryl Heuton ist eine US-amerikanische Drehbuchautorin und Produzentin. Zusammen mit ihrem Mann und Kollegen Nicolas Falacci schrieb sie Drehbücher für Numbers – Die Logik des Verbrechens.

## Werdegang
Vor ihrer Karriere als Drehbuchautorin für das Fernsehen, arbeitete sie für eine Wochenzeitung in North San Diego County (Kalifornien, USA). Die Zeitung nannte sich „Del Mar News Press“ und gehörte zum Teil Jack Ford, dem Sohn des früheren amerikanischen Präsidenten Gerald Ford.